# Микоте
Микоте (словен. Mikote) — поселення в общині Кршко, Споднєпосавський регіон, Словенія. Висота над рівнем моря: 194,1 м.